# Antongilia chopardi
Antongilia chopardi är en insektsart som beskrevs av Nicolas Cliquennois 2003. Antongilia chopardi ingår i släktet Antongilia och familjen Bacillidae. Inga underarter finns listade i Catalogue of Life.